# Рощинский сельсовет (Новосибирская область)
Рощинский сельсовет — сельское поселение в Здвинском районе Новосибирской области Российской Федерации.
Административный центр — посёлок Берёзовка.

## История
Статус и границы сельского поселения установлены Законом Новосибирской области от 2 июня 2004 года № 200-ОЗ «О статусе и границах муниципальных образований Новосибирской области»

## Население
| 1985 | 1987 | 2002 | 2004 | 2005 | 2006 | 2007 |
| ---- | ---- | ---- | ---- | ---- | ---- | ---- |
| 1026 | ↘870 | ↘705 | ↘611 | ↗623 | ↘564 | ↗609 |
| 2008 | 2009 | 2010 | 2012 | 2013 | 2014 | 2015 |
| ↗615 | ↘577 | ↘557 | ↘530 | ↘518 | ↘495 | ↘463 |
| 2016 | 2017 | 2018 | 2019 | 2020 | 2021 |      |
| ↘461 | ↘455 | ↘449 | ↘437 | ↘418 | ↘393 |      |

## Состав сельского поселения
| № | Населённый пункт | Тип населённого пункта          | Население |
| - | ---------------- | ------------------------------- | --------- |
| 1 | Березовка        | посёлок, административный центр | ↘351      |
| 2 | Гривенский       | посёлок                         | ↘2        |
| 3 | Новощербаки      | деревня                         | ↗204      |